# Too Good
"Too Good" is een nummer van de Canadese rapper Drake en de Barbadiaanse zangeres Rihanna.

## Achtergrondinformatie
Het nummer kwam uit als de vierde single van het Drakes album Views op 15 mei 2016 in het Verenigd Koninkrijk. De single is geschreven door Drake, Paul Jefferies, Robyn Fenty, Maneesh Bidaye, Dwayne Chin-Quee, Andrew Hershey en Andrew Sutherland. Het nummer behaalde de tiende plek in Canada, de derde plek in het Verenigd Koninkrijk en nummer 14 in de Verenigde Staten.

## Hitnoteringen

### Nederlandse Top 40
| Hitnotering: 18-06-2016 t/m 24-09-2016 | Hitnotering: 18-06-2016 t/m 24-09-2016 | Hitnotering: 18-06-2016 t/m 24-09-2016 | Hitnotering: 18-06-2016 t/m 24-09-2016 | Hitnotering: 18-06-2016 t/m 24-09-2016 | Hitnotering: 18-06-2016 t/m 24-09-2016 | Hitnotering: 18-06-2016 t/m 24-09-2016 | Hitnotering: 18-06-2016 t/m 24-09-2016 | Hitnotering: 18-06-2016 t/m 24-09-2016 | Hitnotering: 18-06-2016 t/m 24-09-2016 | Hitnotering: 18-06-2016 t/m 24-09-2016 | Hitnotering: 18-06-2016 t/m 24-09-2016 | Hitnotering: 18-06-2016 t/m 24-09-2016 | Hitnotering: 18-06-2016 t/m 24-09-2016 | Hitnotering: 18-06-2016 t/m 24-09-2016 | Hitnotering: 18-06-2016 t/m 24-09-2016 | Hitnotering: 18-06-2016 t/m 24-09-2016 |
| Week:                                  | 1                                      | 2                                      | 3                                      | 4                                      | 5                                      | 6                                      | 7                                      | 8                                      | 9                                      | 10                                     | 11                                     | 12                                     | 13                                     | 14                                     | 15                                     |                                        |
| -------------------------------------- | -------------------------------------- | -------------------------------------- | -------------------------------------- | -------------------------------------- | -------------------------------------- | -------------------------------------- | -------------------------------------- | -------------------------------------- | -------------------------------------- | -------------------------------------- | -------------------------------------- | -------------------------------------- | -------------------------------------- | -------------------------------------- | -------------------------------------- | -------------------------------------- |
| Positie:                               | 28                                     | 23                                     | 17                                     | 11                                     | 9                                      | 10                                     | 13                                     | 17                                     | 18                                     | 27                                     | 30                                     | 32                                     | 34                                     | 35                                     | 38                                     | uit                                    |

### NederlandseSingle Top 100
| Hitnotering: 21-05-2016 t/m 26-11-2016 | Hitnotering: 21-05-2016 t/m 26-11-2016 | Hitnotering: 21-05-2016 t/m 26-11-2016 | Hitnotering: 21-05-2016 t/m 26-11-2016 | Hitnotering: 21-05-2016 t/m 26-11-2016 | Hitnotering: 21-05-2016 t/m 26-11-2016 | Hitnotering: 21-05-2016 t/m 26-11-2016 | Hitnotering: 21-05-2016 t/m 26-11-2016 | Hitnotering: 21-05-2016 t/m 26-11-2016 | Hitnotering: 21-05-2016 t/m 26-11-2016 | Hitnotering: 21-05-2016 t/m 26-11-2016 | Hitnotering: 21-05-2016 t/m 26-11-2016 | Hitnotering: 21-05-2016 t/m 26-11-2016 | Hitnotering: 21-05-2016 t/m 26-11-2016 | Hitnotering: 21-05-2016 t/m 26-11-2016 | Hitnotering: 21-05-2016 t/m 26-11-2016 |
| Week:                                  | 1                                      | 2                                      | 3                                      | 4                                      | 5                                      | 6                                      | 7                                      | 8                                      | 9                                      | 10                                     | 11                                     | 12                                     | 13                                     | 14                                     | 15                                     |
| -------------------------------------- | -------------------------------------- | -------------------------------------- | -------------------------------------- | -------------------------------------- | -------------------------------------- | -------------------------------------- | -------------------------------------- | -------------------------------------- | -------------------------------------- | -------------------------------------- | -------------------------------------- | -------------------------------------- | -------------------------------------- | -------------------------------------- | -------------------------------------- |
| Positie:                               | 31                                     | 19                                     | 14                                     | 12                                     | 11                                     | 9                                      | 11                                     | 8                                      | 9                                      | 8                                      | 8                                      | 7                                      | 6                                      | 9                                      | 11                                     |
| Week:                                  | 16                                     | 17                                     | 18                                     | 19                                     | 20                                     | 21                                     | 22                                     | 23                                     | 24                                     | 25                                     | 26                                     | 27                                     | 28                                     |                                        |                                        |
| Positie:                               | 11                                     | 11                                     | 11                                     | 20                                     | 24                                     | 27                                     | 37                                     | 39                                     | 44                                     | 61                                     | 72                                     | 80                                     | 81                                     | uit                                    |                                        |

### NederlandseMega Top 50
| Hitnotering: 28-05-2016 t/m 01-10-2016 | Hitnotering: 28-05-2016 t/m 01-10-2016 | Hitnotering: 28-05-2016 t/m 01-10-2016 | Hitnotering: 28-05-2016 t/m 01-10-2016 | Hitnotering: 28-05-2016 t/m 01-10-2016 | Hitnotering: 28-05-2016 t/m 01-10-2016 | Hitnotering: 28-05-2016 t/m 01-10-2016 | Hitnotering: 28-05-2016 t/m 01-10-2016 | Hitnotering: 28-05-2016 t/m 01-10-2016 | Hitnotering: 28-05-2016 t/m 01-10-2016 | Hitnotering: 28-05-2016 t/m 01-10-2016 | Hitnotering: 28-05-2016 t/m 01-10-2016 | Hitnotering: 28-05-2016 t/m 01-10-2016 | Hitnotering: 28-05-2016 t/m 01-10-2016 | Hitnotering: 28-05-2016 t/m 01-10-2016 | Hitnotering: 28-05-2016 t/m 01-10-2016 | Hitnotering: 28-05-2016 t/m 01-10-2016 | Hitnotering: 28-05-2016 t/m 01-10-2016 | Hitnotering: 28-05-2016 t/m 01-10-2016 | Hitnotering: 28-05-2016 t/m 01-10-2016 | Hitnotering: 28-05-2016 t/m 01-10-2016 |
| Week:                                  | 1                                      | 2                                      | 3                                      | 4                                      | 5                                      | 6                                      | 7                                      | 8                                      | 9                                      | 10                                     | 11                                     | 12                                     | 13                                     | 14                                     | 15                                     | 16                                     | 17                                     | 18                                     | 19                                     |                                        |
| -------------------------------------- | -------------------------------------- | -------------------------------------- | -------------------------------------- | -------------------------------------- | -------------------------------------- | -------------------------------------- | -------------------------------------- | -------------------------------------- | -------------------------------------- | -------------------------------------- | -------------------------------------- | -------------------------------------- | -------------------------------------- | -------------------------------------- | -------------------------------------- | -------------------------------------- | -------------------------------------- | -------------------------------------- | -------------------------------------- | -------------------------------------- |
| Positie:                               | 48                                     | 44                                     | 44                                     | 35                                     | 22                                     | 15                                     | 11                                     | 12                                     | 14                                     | 16                                     | 21                                     | 15                                     | 32                                     | 29                                     | 31                                     | 32                                     | 32                                     | 32                                     | 38                                     | uit                                    |